# Неклюдово (Мордовия)
Неклюдово — село в составе Ломатского сельского поселения Дубёнского района Мордовии. На 2017 год в хуторе числилось 5 улиц.
С севера к Неклюдово примыкает село Ломаты.

## География
Расположен на берегу реки Штырма в 64 км от Саранска. Находится в 15 км от районного центра и 25 км от железнодорожной станции Атяшево. Высота центра селения над уровнем моря — 195 м.

## Название
Название-антропоним: служилые люди на Атемарской засечной черте юго-восточной границы Российского государства. Неклюдовы были владельцами населенного пункта. Из «Атемарской десятни 1669—1670 года» видно, что Исай Григорьев сын Неклюдов переписался по Атемару 156 (1648) году; а оклад ему поместной (земли) 350 четей (57, 150).
Ранее село носило название Никольское-Ломаты.

## История
Основано в XVII веке.
В 1780 году при создании Симбирского наместничества село Никольское-Ломаты вошло в состав Котяковского уезда.
По «Списку населенных мест Симбирской губернии» (1863) Никольское-Ломаты (Неклюдово) — село владельческое, расположенное в Ардатовском уезде и насчитывающее около 100 дворов.

## Население
| 2002 | 2010 |
| ---- | ---- |
| 103  | ↘61  |

## Достопримечательности
- Церковь Святого Николая — не действующая деревянная церковь 1871 года постройки[7].